# Tamassos
Tamassos (Oudgrieks: Ταμασσός) was een antieke stad in het centrum van het eiland Cyprus aan de oostrand van het Troodosgebergte. Vandaag vindt men de restanten van de stad terug in de buurt van het dorp Politiko ten zuidwesten van Nicosia. In de oudheid was de stad omwille van haar rijke kopervoorraden bekend.
De vroegste sporen van een nederzetting dateren uit de Bronstijd. Pas in 673/672 v.Chr. wordt de stad als zelfstandig stadskoninkrijk in een Assyrische inscriptie vermeld. Pasikypros, de laatste koning van de stad verkocht deze voor 50 talenten aan koning Pumiaton van Kition. Alexander de Grote maakte de stad onderhorig aan een van zijn bondgenoten, de koning van Salamis, Pnytagoras. Later kwam de stad samen met de rest van Cyprus aan de Ptolemeën toe. In christelijke tijden werd Tamassos een bisschopszetel.
Bij opgravingen werden een hoge stadsmuur, woonhuizen uit meerdere perioden, alsook heiligdommen van de godinnen Cybele en Aphrodite blootgelegd. Tot de necropool van de stad behoren de architectonisch indrukwekkende kamergraven uit de archaïsche periode. In de nabijheid van de stad, nabij Pera en Frangissa aan de oever van de Pediaios werden twee heiligdommen van Apollo gevonden. In de tweede tempel werden diverse standbeelden gevonden, waaronder een bronzen standbeeld uit de 5e eeuw v.Chr., wiens kop zich anno 2006 bevindt in het British Museum.

## Referentie
- H-G. Buchholz - K. Untied, Tamassos. Ein antikes Königreich auf Zypern (Studies in mediterranean archeology and literature, Pocket-book, 136), Jonsered, 1996. ISBN 9170810990

## Voetnoten
1. ↑  Homeros, Odysseia I 184; Strabo, XIV 6.5.
2. ↑  Athenaeus, IV 167d.